# Grünastrild
Der Grünastrild  (Coccopygia melanotis, Syn.: Estrilda melanotis), auch Schwarzbäckchen oder Angola-Schwarzbäckchen genannt, ist eine afrikanische Art aus der Familie der Prachtfinken. Der Grünastrild wird gelegentlich mit dem Gelbbauchastrild in einer Art zusammengefasst. Diskutiert wird auch, ob die Unterart Coccopygia melanotis bocagei eine eigenständige Art bildet.

## Beschreibung
Der Grünastrild erreicht eine Körperlänge von neun bis zehn Zentimetern und zählt damit zu den kleinsten Prachtfinkenarten. Die Männchen sind am Oberkopf und am Hinterhals bläulich grau. Die Kopfseiten und die Kehle sind schwarz. Der Kropf und die Halsseiten sind weißlich und gehen dann in das Blaugrau der Brust über. Die Hinterbrust, die Bauchmitte und die Unterschwanzdecken sind matt gelblich. Der Rücken und die Flügel sind olivgrün und bei einzelnen Individuen gelblich überwaschen. Der Bürzel und die Oberschwanzdecken sind leuchtend rot. Der Schwanz ist schwarz. Der Oberschnabel ist schwarz, der Unterschnabel rosa bis rot.
Den Weibchen fehlt das Schwarz am Kopf. Sie haben abweichend von den Männchen eine weißgraue Kehle und weißgraue Kopfseiten. Sie sind insgesamt matter gefärbt, der Bürzel und die Oberschwanzdecken wirken bei ihnen gelblich rot. Die Jungvögel gleichen den Weibchen, sind aber matter und bräunlicher gefärbt. Der Schnabel ist bei ihnen noch völlig schwarz.

## Verbreitung
Grünastrilde kommen in zwei räumlich weit auseinander liegenden Populationen in Angola sowie im südlichen Afrika vor. Die Nominatform C. m. melanotis kommt vom südlichen und östlichen Südafrika bis nach Simbabwe, Lesotho und den Südwesten Mosambiks vor. Die Unterart C. m. bocagei besiedelt den äußersten Norden Namibias und das Hochland von Südangola. Der Lebensraum des Grünastrilds sind immergrüne Bergwälder und der Nebelwald der Drakensberge. Im Tiefland ist er vor allem in der Küstenvegetation sowie in Gärten und verwildertem Kulturland anzutreffen.

## Lebensweise

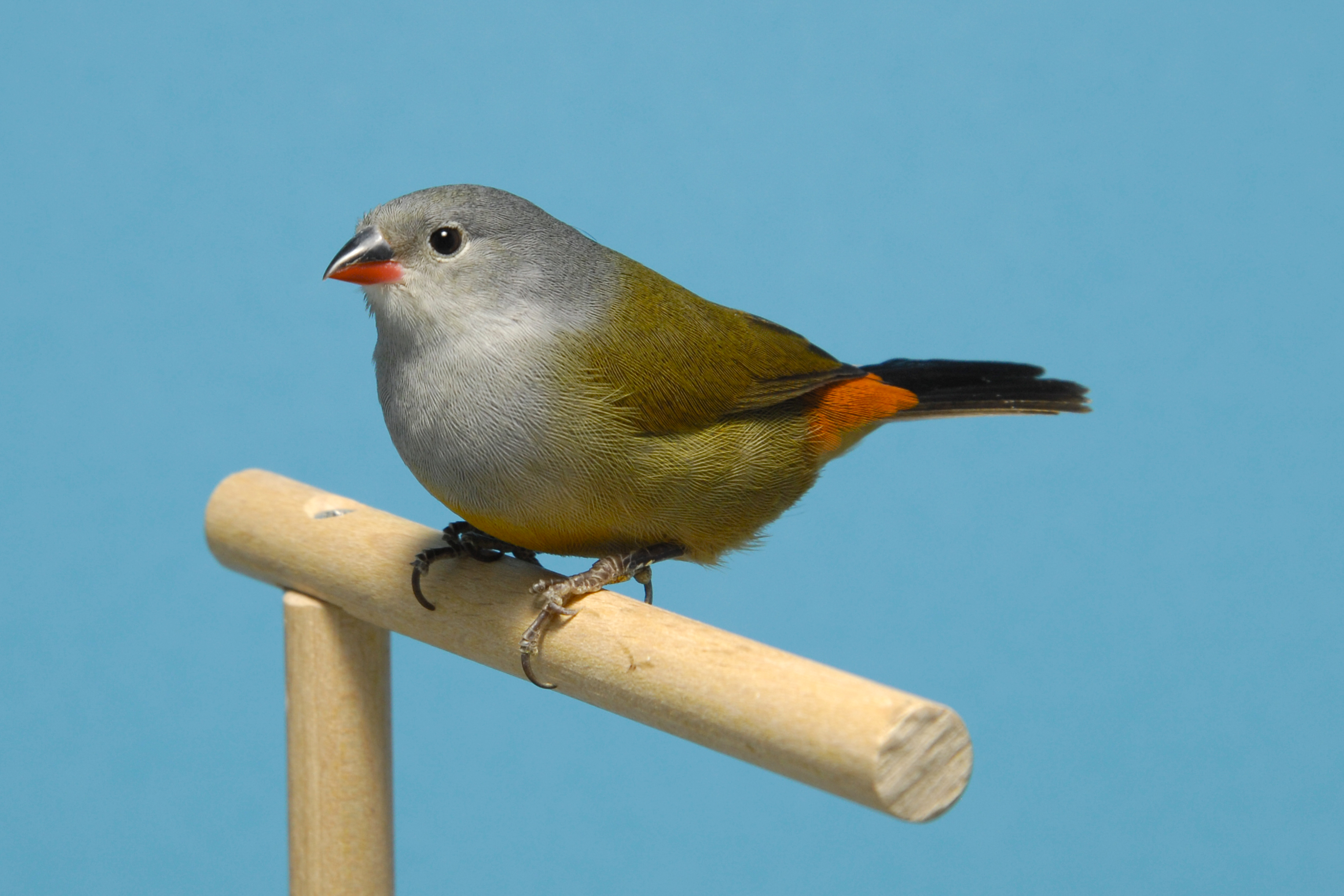
Gelbbäuchige Farbmutation des Grünastrild bei einer Ausstellung des Deutschen Kanarien- und Vogelzüchter-Bundes.

Grünastrilde leben paarweise oder in Gruppen bis zu fünfzehn Individuen. Anders als andere Prachtfinken vergesellschaften sie sich nicht mit Schwärmen anderer Arten. Die Nahrung besteht aus Pflanzensamen und kleinen Gliederfüßern. Eine besondere Bedeutung in der Ernährung haben die Samen von Pennisetum setaceum, einer Art aus der Gattung der Lampenputzergräser. Die Brutzeit variiert etwas in Abhängigkeit vom Verbreitungsgebiet und fällt beispielsweise in KwaZulu-Natal in den Zeitraum November bis April und im Osten der Kapregion in die Monate November bis Januar. Für die in Nordnamibia und Angola beheimatete Populationen liegen noch keine Erkenntnisse vor. Grünastrilde bauen ein Kugelnest in dichtem Gebüsch. Das Gelege besteht aus drei bis neun, meist jedoch aus vier oder fünf weißen Eiern. Es wird von beiden Elternvögeln abwechselnd bebrütet. Die Brutzeit beträgt 14 Tage, die Nestlingszeit 21. Die Nestlinge werden von beiden Elternvögeln gefüttert. Nach dem Flügge werden folgen die Jungvögel dem weiblichen Elternvogel und betteln sie um Futter an.
Der Brutparasit des Grünastrilds ist die Dominikanerwitwe.

## Haltung
Grünastrilde wurden erstmals von Carl Hagenbeck 1869 nach Deutschland eingeführt. Danach kam er stets nur vereinzelt und in geringer Stückzahl in den Handel. Noch immer zählt er zu den Raritäten, die nur selten in den Handel kommen. Die Art wird zwar nachgezüchtet, jedoch reichen die Nachzuchtraten offenbar nicht aus, um die Verluste auszugleichen. Haltungserfahrungen weisen darauf hin, dass Grünastrilde in ausreichend großen Volieren untergebracht werden müssen und bei einer zu kleinen Unterbringung sehr schnell verfetten.

## Belege

### Einzelbelege
1. ↑  Eintrag auf AVIBASE zum Gelbbauchastrild, aufgerufen am 18. Juni 2010
2. ↑  Nicolai u. a., S. 223
3. ↑  Clement u. a., S. 368
4. ↑  Nicolai u. a., S. 224
5. ↑  Nicolai u. a., S. 224
6. ↑  Fry u. a., S. 273
7. ↑  Nicolai u. a., S. 224, 225.